# Южный (остров, острова Петра)
Южный остров — небольшой остров архипелага островов Петра, расположенный в море Лаптевых. Территориально относится к России, Красноярскому краю. Максимальная высота составляет 13 м в южной части острова. Открыт В. В. Прончищевым в 1736 году.
Располагается близ восточного побережья Таймыра, к юго-востоку от Северного острова (отделён проливом Мод). Имеет неправильную треугольную форму. На юго-западе и юго-востоке располагаются полуострова, между которыми расположена бухта Норд. Крайние точки — мыс Ожидания (юго-запад) и Южный мыс (юго-восток). Покрыт болотами, на севере есть небольшое болото.
У восточного побережья острова Южный, отделяя бухту Норд, расположен остров Голая Коса, который представляет собой узкую песчаную косу, удлинённой формы. Остров вытянут с северо-запада на юго-восток, окружён мелями. Также как и остров Южный открыт В.В. Прончищевим в 1736 году.

## Топографические карты
- Лист карты T-49-XXXIV,XXXV,XXXVI устье р. Неизвестная. Масштаб: 1 : 200 000. Издание 1987 г.